# Mabea
Mabea é um género botânico pertencente à família Euphorbiaceae.

## Espécies
Composto por 79 espécies:
| - Mabea acutissima - Mabea anadena - Mabea angularis - Mabea angustifolia - Mabea anomala - Mabea arenicola - Mabea argutissima - Mabea atroviridis - Mabea bahiensis - Mabea belizensis - Mabea biglandulosa - Mabea brasiliensis - Mabea caudata - Mabea chocoensis - Mabea ciliata - Mabea costata - Mabea crenulata - Mabea depauperata - Mabea elata - Mabea elegans - Mabea excelsa - Mabea eximia - Mabea ferruginea - Mabea fistulifera - Mabea floribunda - Mabea frutescens - Mabea gaudichaudiana | - Mabea glauca - Mabea glaziovii - Mabea indorum - Mabea jefensis - Mabea juinensis - Mabea klugii - Mabea lactescens - Mabea linearifolia - Mabea longepedicellata - Mabea longibracteata - Mabea longifolia - Mabea lucida - Mabea macbridei - Mabea macrocalyx - Mabea maynensis - Mabea microcarpa - Mabea montana - Mabea muricata - Mabea nitida - Mabea occidentalis - Mabea orbiculata - Mabea ovata - Mabea pallida - Mabea paniculata - Mabea paraguensis - Mabea parguazae | - Mabea parvifolia - Mabea piriri - Mabea piririoides - Mabea pohliana - Mabea prancei - Mabea pulcherrima - Mabea rhynchophylla - Mabea riedelii - Mabea rubicunda - Mabea rubrinervis - Mabea salicoides - Mabea saramaccensis - Mabea schomburgkii - Mabea setulosa - Mabea speciosa - Mabea standleyi - Mabea subserrulata - Mabea subsessilis - Mabea surinamensis - Mabea taquari - Mabea tenorioi - Mabea trianae - Mabea uleana - Mabea verrucosa - Mabea volubilis - Mabea weddelliana |